# Martin Held
Pour les articles homonymes, voir Held.
Martin Erich Fritz Held (né le 11 novembre 1908 à Berlin, mort le 31 janvier 1992 à Berlin) est un acteur de théâtre et de cinéma allemand.

## Biographie
Martin Held est le fils d'Albert Max Julius Held, contremaître, et son épouse Emma Reimann. Il commence un apprentissage en mécanique chez Siemens. Entre 1929 et 1931, il se forme à la comédie à l'université des arts de Berlin.
Il fait ses débuts au théâtre berlinois, Vor Sonnenuntergang (de) puis aux Landestheater de Königsberg et Tilsit, au Albert-Theater de Dresde, au Stadttheater de Elbląg puis de 1935 à 1937 à celui de Bremerhaven et de 1937 à 1941 au Landestheater de Darmstadt. De 1941 à 1951, il fait partie de l'ensemble du théâtre de Francfort.
En 1947, il fait partie de la première de Des Teufels General de Carl Zuckmayer dans le rôle du général Harras. En 1951, il se fait engager par Boleslaw Barlog au Staatliche Schauspielbühnen Berlin où il reste jusqu'à sa mort. Il joue à côté d'acteurs de théâtre comme Bernhard Minetti, Carl Raddatz, Wilhelm Borchert, Horst Bollmann, et sous la direction de metteurs en scène comme Fritz Kortner et Hans Lietzau (de). Il tient le premier rôle dans l'adaptation allemande de La Dernière Bande de Samuel Beckett.
En raison de son diabète, il se retire de la scène théâtrale en 1985 mais continue à lire de la poésie.
Au cinéma et à la télévision, il est apprécié pour sa représentation ironique, son expression faciale et sa voix distinctive. Dans L'Amiral Canaris, il interprète Reinhard Heydrich et obtient le prix pour le meilleur acteur dans un second rôle au prix du film allemand en 1955. Dans Le Capitaine de Köpenick, il joue le maire docile qui l'accueille grandement. D'autres grands rôles de notable sont ceux de Des roses pour le procureur ou Ces messieurs aux gilets blancs. Il fait aussi du doublage.
Il fait un premier mariage avec la comédienne Lilo Dietrich et a un fils, Thomas. En 1967, il épouse Lore Hartling, elle aussi comédienne, et ils ont deux fils, Albert et Maximilian (de), qui évolueront dans le milieu théâtral.
Il est enterré au cimetière boisé de Berlin-Zehlendorf.

## Filmographie
| - 1951: Schwarze Augen (de) - 1952: Amours, délices et jazz - 1954: L'Amiral Canaris - 1955: Der Biberpelz (TV) - 1955: Die Schule der Väter (TV) - 1955: Rendez-moi justice - 1956: Vor Sonnenuntergang - 1956: Le Capitaine de Köpenick - 1956: Friederike von Barring - 1956: L'Espion de la dernière chance - 1957: Ein besserer Herr (TV) - 1957: Banktresor 713 - 1957: Le Renard de Paris - 1958: Zone-Est interdite (Le monde a tremblé) - 1958: Ein Glas Wasser (TV) - 1959: Meine Tochter Patricia - 1959: Des roses pour le procureur - 1960: Opération coffre-fort - 1960: Le Dernier Témoin - 1961: Die Ehe des Herrn Mississippi - 1961: La Mystérieuse Madame Cheney - 1961: Le Rêve de Lieschen Mueller - 1962: Der Walzer der Toreros (TV) - 1962: 90 Minuten nach Mitternacht (de) - 1962: Bataille de polochons - 1963: Liebe will gelernt sein (de) - 1963: Una chica casi formal (de) - 1963: Endspurt (TV) - 1963 : Le Grand Jeu de l'amour (Das große Liebesspiel) d'Alfred Weidenmann - 1964: Verdammt zur Sünde (Belgique : Condamné au péché) - 1965: Michael Kramer (TV) - 1965: Die Hose (TV) | - 1966: Spätsommer (TV) - 1966: Lange Beine – lange Finger - 1966: Gespenster (TV) - 1967: Die Mission (TV) - 1967: Le Plus Vieux Métier du monde - 1967: Fast ein Held (de) - 1969: Der Sturm (TV) - 1969: Dr. med. Fabian – Lachen ist die beste Medizin - 1969: Spion unter der Haube (TV) - 1969: Das letzte Band (TV) - 1969: Rumpelstilz (TV) - 1970: Ces messieurs aux gilets blancs - 1971: Yvonne, Prinzessin von Burgund (TV) - 1972: Die Tote im Park (série télévisée Der Kommissar) - 1972: Flint (TV) - 1972: Hauptsache Ferien (de) - 1972: Frohe Ostern (TV) - 1973: Le Serpent - 1973: Eines langen Tages Reise in die Nacht (TV) - 1974: Strychnin und saure Drops (TV) - 1975: Der Nobelpreisträger (série télévisée Unter einem Dach) - 1976: Unordnung und frühes Leid (de) - 1977: Heinrich Zille: Bilder aus seinem Leben (TV) - 1978: Niemandsland (TV) - 1978: Unsere kleine Welt (TV) - 1978: Der große Karpfen Ferdinand (TV) - 1979: Der Pfingstausflug (de) - 1981: Le Jardinier (série télévisée Le Renard) - 1982: Der Raub der Sabinerinnen (TV) - 1983: Einmal Moskau und zurück (TV) - 1986: Was zu beweisen war (TV) - 1987: L'Affaire Goos (série télévisée Inspecteur Derrick) |

## Récompenses et distinctions
- 1955: Prix du film allemand : Prix pour le meilleur acteur dans un second rôle, dans L'Amiral Canaris
- 1958: Ordre du Mérite de la République fédérale d'Allemagne : Croix d'officier
- 1969: Goldene Kamera : Rumpelstilz
- 1988: Ordre du Mérite de la République fédérale d'Allemagne : Grand-croix